# Stuart Gordon
Stuart Alan Gordon (Chicago, 11 agosto 1947 – Los Angeles, 24 marzo 2020) è stato un regista, sceneggiatore e produttore cinematografico statunitense.

## Biografia
Intorno al 1967 Stuart Gordon iniziò a frequentare l'università a Chicago, nella quale si occupò anche di direzione teatrale. Con la sua compagnia di attori (la Screw Theater), sottolineò il realismo e la crudezza delle scene, attirando così l'attenzione di molta gente ed una denuncia per oscenità, accusa che cadrà lo stesso anno. Gordon lasciò l'università per concentrarsi sul teatro e fondò l'Organic Theater. Nel 1969 Stuart Gordon si sposò con l'attrice Carolyn Purdy. La compagnia Screw Theater continuò con il loro successo, spostandosi da Los Angeles all'Europa. Dopo le esperienze di teatro Gordon decise di dedicarsi al piccolo schermo e scrisse subito un film per la TV Bleacher Bums più due episodi per il serial E/R. Con il ricavato fondò la casa di produzione Empire Pictures con il socio Charles Band. Esordì sul grande schermo nel 1985 con il film horror Re-Animator e l'aiuto dell'amico Brian Yuzna. Dirigerà l'attore Oliver Reed ne Il pozzo e il pendolo e Christopher Lambert in 2013 - La fortezza con molto successo. Molto amico del regista italiano Dario Argento, firmò due episodi del serial Masters of Horror.
Gordon è morto il 24 marzo 2020 a 72 anni per insufficienza da multiorgano. Aveva tre figlie.

## Filmografia

### Regista

#### Cinema
- Re-Animator (1985)
- From Beyond - Terrore dall'ignoto (From Beyond) (1986)
- Dolls (1987)
- Robot Jox (1990)
- Il pozzo e il pendolo (The Pit and the Pendulum) (1991)
- 2013 - La fortezza (Fortress) (1992)
- Castle Freak (1995)
- Space Truckers (1996)
- Il meraviglioso abito color gelato alla panna (The Wonderful Ice Cream Suit) (1998)
- Dagon - La mutazione del male (Dagon) (2001)
- King of the Ants (2003)
- Edmond (2005)
- Stuck (2007)

#### Televisione
- Bleacher Bums - documentario TV (1979)
- Kid Safe: The Video - documentario TV (1988)
- Figlia delle tenebre (Daughter of Darkness) - film TV (1990)
- Tesoro, mi si sono ristretti i ragazzi (Honey, I Shrunk the Kids: The TV Show) - serie TV (1998)
- Masters of Horror - serie TV, episodi H.P. Lovecraft's Dreams in the Witch-House e Il gatto nero (2005-2006)
- Fear Itself - serie TV (2008)

### Produzione
- Tesoro, mi si sono ristretti i ragazzi (Honey, I Shrunk the Kids) (1989)
- Space Truckers (1996)
- Il meraviglioso abito color gelato alla panna (The Wonderful Ice Cream Suit) (1998)
- Progeny (1998)
- Snail Boy (2000)
- Bleacher Bums - film TV (2002)
- Il risveglio del male (Deathbed) (2002)
- King of the Ants (2003)
- Edmond (2005)

### Sceneggiatura
- Bleacher Bums - documentario TV (1979)
- E/R - serie TV (1984)
- Re-Animator (1985)
- From Beyond - Terrore dall'ignoto (From Beyond) (1986)
- Kid Safe: The Video - documentario TV (1988)
- Tesoro, mi si sono ristretti i ragazzi (Honey, I Shrunk the Kids) (1989)
- Robot Jox (1990)
- Tesoro, mi si è allargato il ragazzino (Honey I Blew Up the Kid) (1992)
- Ultracorpi - L'invasione continua (Body Snatchers) (1993)
- Castle Freak (1995)
- Robo Warriors (1996)
- The dentist (1996)
- Space Truckers (1996)
- The Dentist 2 (1998)
- Progeny (1998)
- Bleacher Bums - documentario TV (2002)
- Masters of Horror - serie TV, episodi H.P. Lovecraft's Dreams in the Witch-House e Il gatto nero' (2005-2006)
- Stuck (2007)

### Soggetto
- Tesoro, mi si sono ristretti i ragazzi (Honey, I Shrunk the Kids) (1989)
- Robot Jox (1990)
- Space Truckers (1996)
- Progeny (1999)

### Attore
- Robot Jox (1990)
- The Arrival (1991)
- Delitto imperfetto (Susan's Plan), regia di John Landis (1998)
- Snail Boy (2000)

## Riconoscimenti
- Festival internazionale del film fantastico di Avoriaz
  - 1986 – Menzione speciale Film Horror per Re-Animator
- Fantafestival
  - 1986 – Miglior film per Re-Animator
  - 1998 – Miglior regista per Il meraviglioso abito color gelato alla panna
- Deauville Film Festival
  - 2005 – Grand Special Prize per Edmond